# Billy Cobham
William "Billy" Cobham (født 16. maj 1944 i Panama) er en trommeslager, percussionist, komponist og orkesteleder. Cobham flyttede som ganske lille til New York, hvor han studerede på High School of Music and Art. Sidst i 1960'erne begyndte han at akkompagnere pianisten Horace Silver i dennes sekstet. Cobham var med til at danne fusionsbandet Dreams, som bl.a. bestod af musikere som Michael og Randy Brecker.
I 1970 fik han en invitation til at blive medlem af Mahavishnu Orchestra, der var ledet af guitaristen John McLaughlin, hvor han skabte en hel ny måde at spille trommer på som på dette tidspunkt var uhørt. Cobham forlod orkestret i 1973, og dannede sit eget orkester, som lavede en lang række plader. Cobham anses som en af trommespillets store tekniske virtuoser i den elektriske jazz, og er kendt for sit store arsenal af trommer og bækkener, og magtfulde groove´s og trommesoloer i denne stil.